# Keyra
Keyra (Ciudad de México, 26 de octubre de 1995) es una luchadora profesional mexicana, quien actualmente trabaja para Lucha Libre AAA Worldwide. Es conocida principalmente por su trabajo para Lucha Libre Elite, Impact Wrestling y The Crash y así como en el circuito independiente en México.
Dentro de sus logros ha sido una vez Campeona Reina de Reinas de AAA y una vez Campeona Femenina de The Crash.

## Carrera

### Circuito independiente (2009-2019)
El 29 de enero de 2017, Keira derrotó a Silueta para ganar el Campeonato Internacional Junior CMLL-Reina. Sin embargo, dejó vacante su título por varias razones no reveladas. El 5 de abril, Keira derrotó a Sexy Dulce, Candy White, Lady Maravilla, Santana Garrett y Laurel Van Ness ganándole el Campeonato Femenino de The Crash.
El 20 de enero, Keyra perdió el Campeonato Femenino de The Crash contra Lacey Lane.
El 1 de enero, Keira derrotó a Diosa Quetzal, Lady Flammer, Zeuxis y La Hija de Gatúbela en Pantitlán, esa misma noche anunció que sería su última aparición como independiente ya que afirmó que iría a AAA de manera permanente.

### Asistencia Asesoría y Administración/Lucha Libre AAA Worldwide (2016, 2018-2022)
El 5 de mayo de 2015, Keira hizo su debut en la AAA y formó equipo con Faby Apache en un combate por equipos, donde derrotaron a Mari Apache y Taya Valkyrie. El 22 de enero, Keira hizo su segunda aparición en Guerra de Titanes, donde reemplazó a Sexy Star por su lesión, haciendo equipo con Lady Shani y Taya, donde lograron derrotar a Faby Apache, Goya Kong y Maravilla.
Después de no volver a aparecer en AAA durante mucho tiempo, el 4 de junio, Keira volvió a aparecer en Verano de Escándalo formando equipo con La Hiedra y Black Danger en equipos mixtos, donde derrotaron a Lady Shani, Mamba y Pimpinela Escarlata. El 21 de julio en AAA vs. Elite, Keira formó equipo con Zeuxis y Lady Maravilla como representante de la Liga Elite, pero fueron derrotados ante el Equipo AAA (Faby Apache, La Hiedra y Vanilla Vargas). El 7 de septiembre, Keira hizo equipo a La Hiedra y Scarlett Bordeaux, donde derrotaron a Lady Maravilla, Lady Shani y Vanilla Vargas. Esa misma noche, Keira pidió al gerente general de AAA Vampiro ser la contendiente número 1 por el Campeonato Reina de Reinas de AAA.
El 28 de octubre en Héroes Inmortales XII, Keira compitió en un Fatal 4-Way Match por el Campeonato Reina de Reinas de AAA contra Star Fire, Scarlett Bordeaux y Faby Apache, en la cual fue derrotada por Apache.
El 3 de marzo de 2019, Keira hizo equipo con Faby Apache derrotando a Lady Shani y a Star Fire de manera polémica cubriendo a Fire antes de Powerbomb de Faby, luego del combate se atacaron entre ellas. El 16 de marzo en Rey de Reyes, Keyra compitió nuevamente en un Street Fight por el título en contra de Chik Tormenta, La Hiedra y Lady Shani en la cual retuvo ella misma.
El 16 de junio de 2019 en Verano de Escándalo, Keyra derrotó a Chik Tormenta y Lady Shani para ganar el Campeonato Reina de Reinas de AAA, siendo su primer campeonato en la AAA. Sin embargo, a mediados de julio, Keyra sufrió una lesión en la rodilla izquierda en un evento de Promociones EMW, lo que ocasionó que dejara su título vacante en Triplemanía XXVII. El 3 de agosto, Keyra fue reemplazada por Ayako Hamada en su lucha.

### Impact Wrestling (2018-2019)
Debido a la alianza de AAA con la empresa estadounidense Impact Wrestling, Keira hizo una aparición especial el 11 de octubre de 2018 en el episodio de Impact!, que se grabó del 13 al 14 de septiembre de 2011 en el Centro de Entretenimiento Frontón México de la Ciudad de México, fue derrotada ante la Campeona de Knockouts de IMPACT Tessa Blanchard.
El 25 de enero de 2019 en el episodio de Impact!, Keira hizo su segunda aparición donde ella fue derrotada ante la Campeona de Knockouts de IMPACT Taya Valkyrie, que fue filmada en México.

## En lucha
- Movimientos finales
  - Angel's Wings (Spinning double underhook facebuster)
  - German Suplex
- Movimientos de firma
  - Axe kick
  - Brainbuster
  - Electric chair drop
  - Spinning heel kick
- Apodos
  - La Ruda de Tepito

## Campeonatos y logros
- AULL
  - AULL Women's Championship (1 vez)

- Comisión de Box y Lucha D.F.
  - Lucha Libre MX Women's Championship (1 vez)

- Generación XXI
  - Generación XXI Women's Championship (1 vez)

- Lucha Libre AAA Worldwide
  - Campeonato Reina de Reinas de AAA (1 vez)
  - Lucha Capital Femenil (2019)

- The Crash
  - Campeonato Femenino de The Crash (2 veces)

- New Wrestling Generation
  - NWG Divas Championship (1 vez)

- Promociones EMW
  - EMW Women's Championship (1 vez)

- Universal Woman's Pro Wrestling Reina
  - CMLL-REINA International Junior Championship (1 vez)

## Luchas de apuestas
| Ganadora        | Perdedora               | Lugar                      | Evento     | Fecha              | Notas |
| --------------- | ----------------------- | -------------------------- | ---------- | ------------------ | ----- |
| Keyra (máscara) | Diosa Quetzal (máscara) | Ecatepec, Estado de México | House show | 19 de mayo de 2017 |       |